# Chó lông rậm
Chó lông rậm hay chó bờm (danh pháp hai phần: Speothos venaticus) là một loài động vật thuộc họ Chó. Chó lông rậm sinh sống ở Trung và Nam Mỹ, bao gồm Panama, Colombia, Venezuela, Bolivia, Peru, Ecuador, Guianas, Paraguay, phía đông bắc Argentina (tỉnh Misiones) và Brazil (từ rừng nhiệt đới Amazon bang Amazonas). 

## Hình ảnh

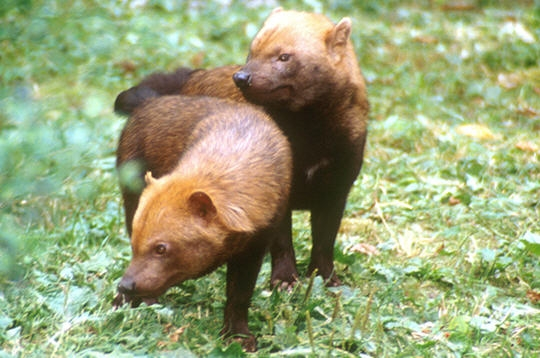
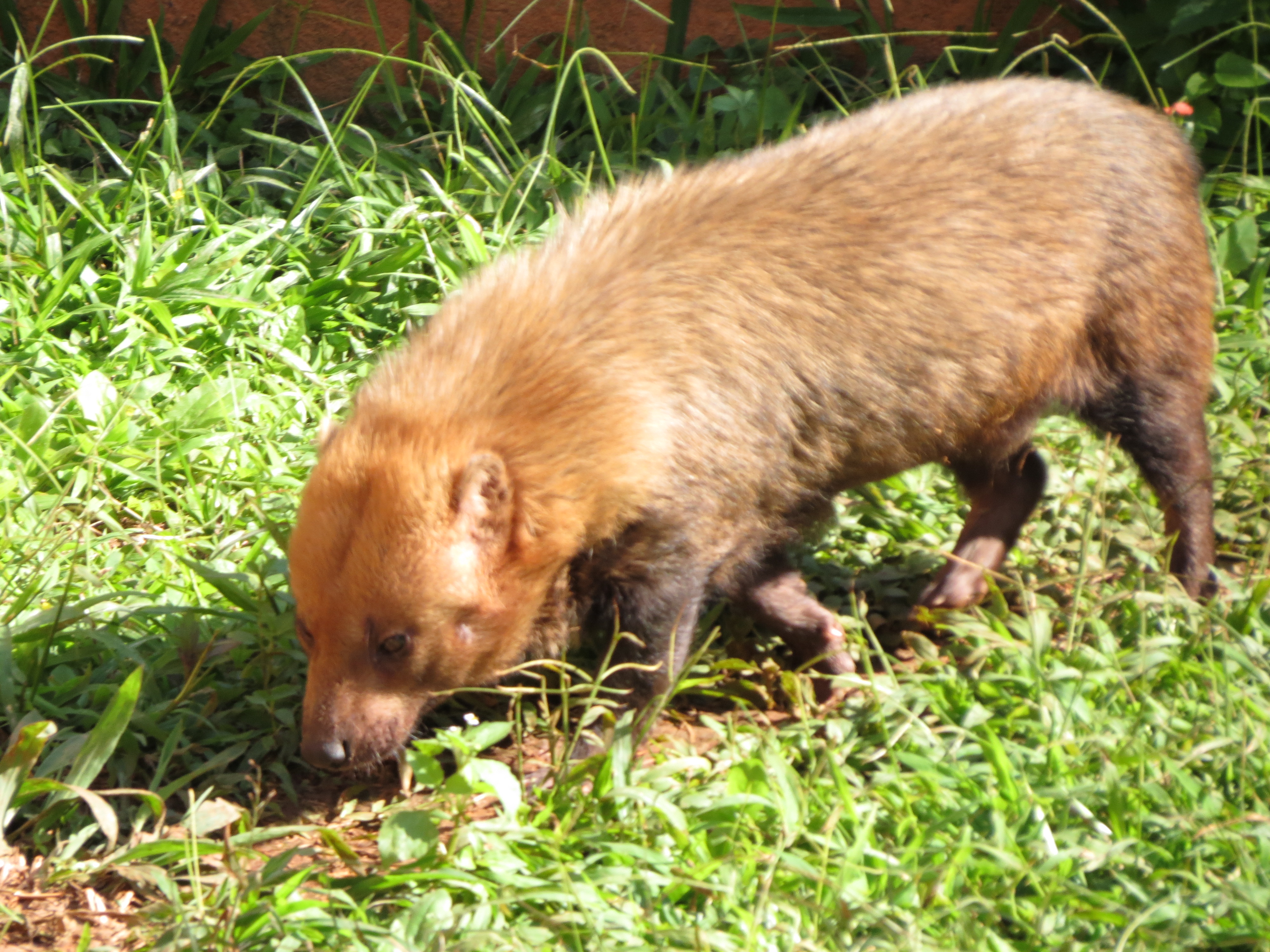
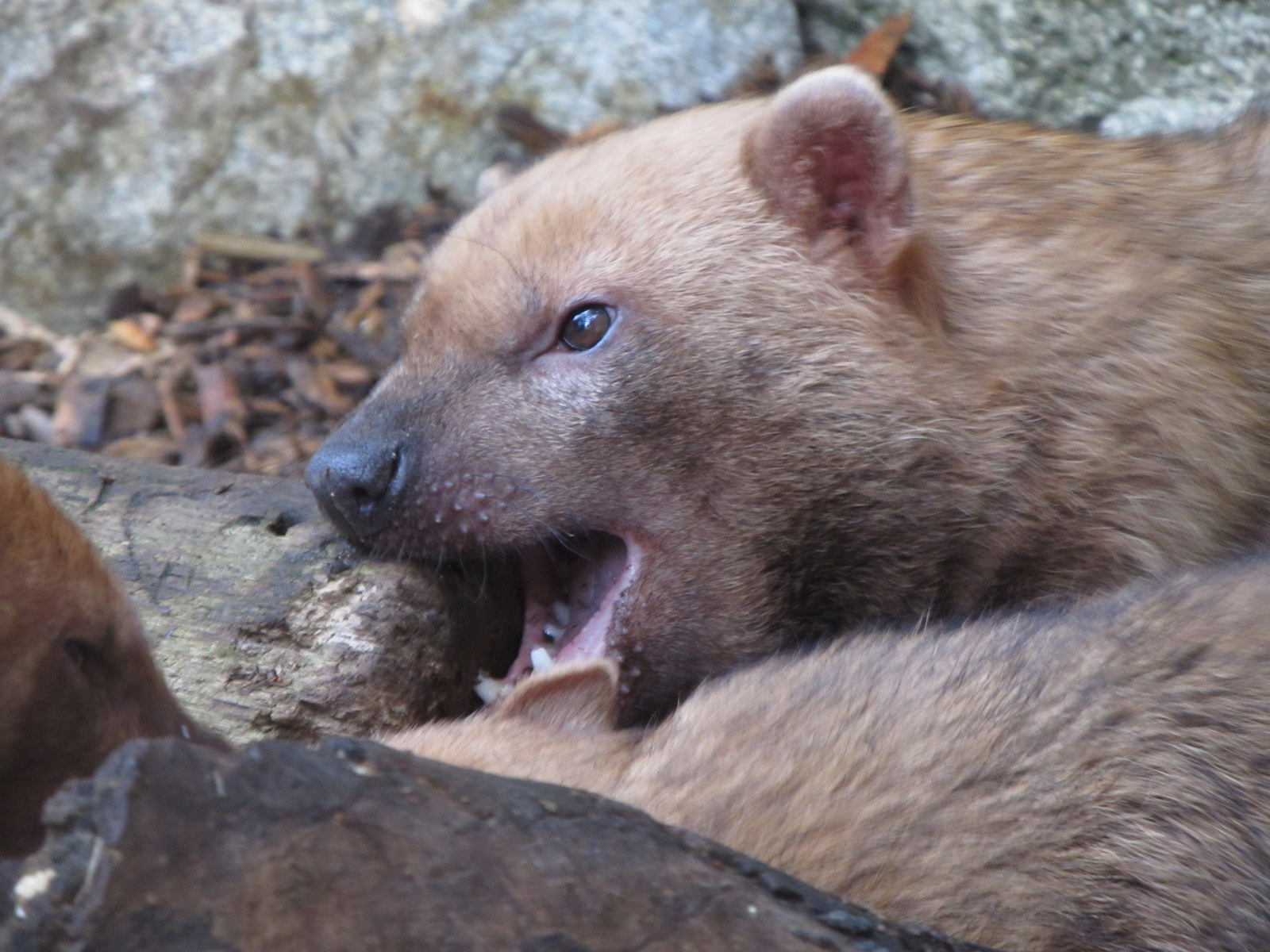